# Aleuromarginatus thirumurthiensis
Aleuromarginatus thirumurthiensis là một loài côn trùng cánh nửa trong họ Aleyrodidae, phân họ Aleyrodinae.
Aleuromarginatus thirumurthiensis được David miêu tả khoa học đầu tiên năm 1988.